# Warner Music Brasil
Warner Music Brasil (ou Warner Music Brazil) est un label discographique et la division brésilienne de Warner Music Group basée à Rio de Janeiro.

## Histoire
Le label est présent au Brésil depuis 1976, date de sa création par André Midani, ancien président du label Phonogram (1970-1978) / PolyGram (1978-1999), devenue par la suite Universal Music Group. Avant sa création au Brésil, les albums de Warner Music étaient distribués par EMI-Odeon puis par Gravações Elétricas S.A.
Dans les années 1990, elle rachète Gravações Elétricas S.A. (GEL), l'un des plus grands labels brésiliens, qui possédait les labels Continental et Chantecler, lesquels sont fusionnés pour former Warner Music - Continental Division. En 2005, elle commence à commercialiser son catalogue sur de nouveaux supports, tels que les téléphones mobiles et l'internet. En 2006, elle lance la compilation Warner 30 Anos, qui rassemble de grandes œuvres de Clemilda, Dominguinhos, Elis Regina, Gildo de Freitas, Gustavo Lins, Luiz Melodia, Teixeirinha, Tom Jobim et Raul Seixas, entre autres.
La division Continental prend le nom de Continental EastWest du fait qu'une partie du label appartient au label américain EastWest Records.
Warner Music Group et Disney Music Group signent un partenariat de distribution pour les contenus musicaux dans les pays asiatiques et en Australie. Disney Music confie à Warner Music les droits de distribution des albums des artistes de Hollywood Records et Walt Disney Records.
Le 30 juin 2017, Warner Music Brasil annonce sur ses réseaux sociaux un partenariat avec RW Produtora, et certains artistes du label du père de MC Gui feraient partie du nouveau casting national d'artistes, notamment MC Lan, MC Fioti, Gabriel Medeiros et MC Mirella,.